# Wschód (polskie czasopismo)
Wschód – polskie czasopismo wydawane w II Rzeczypospolitej.

## Historia
Po raz pierwszy czasopismo ukazało się 30 stycznia 1936 (numer okazowy). Pismo było wydawane we Lwowie, a swoim zasięgiem obejmowało miasta Lwów, Stanisławów, Tarnopol, a w związku z tym pismo obejmowało województwo lwowskie, województwo tarnopolskie, województwo stanisławowskie. W całej historii podtytuł czasopisma brzmiał „Życie miast i wsi województw południowo-wschodnich”. Na początku istnienia pisma redakcja mieściła się przy ówczesnym pl. Akademickim 4 (po 1991 pl. Hruszewskiego), a u kresu wydawania przy ul. Józefa Piłsudskiego 21 (po 1991 ul. Iwana Franki). Druk gazety wykonywała Nowa Drukarnia Lwowska działająca przy ul. Akademickiej 16.
Od początku pismo „Wschód” było wydawane 10, 20 i 30 dnia każdego miesiąca (dziesięciodniówka). W tym charakterze wychodziło do 10 września 1938. Począwszy od 18 września 1938 ukazywało się jako tygodnik i wychodziło w każdą niedzielę. W czwartym roku wydawania ostatni numer pisma przed wybuchem II wojny światowej ukazał się 27 sierpnia 1939. Redatorem naczelnym od początku do końca istnienia pisma był Stanisław Zachariasiewicz. Cena pisma w całej historii wynosiła 20 groszy.